# Fryksände socken
Fryksände socken i Värmland ingick i Fryksdals härad, ingår sedan 1971 i Torsby kommun och motsvarar från 2016 Fryksände distrikt.
Socknens areal är 522,0 kvadratkilometer varav 489,86 land. År 2000 fanns här 7 177 invånare. Tätorten Oleby samt Torsby med sockenkyrkan Fryksände kyrka ligger i socknen.   

## Administrativ historik
Socknen har medeltida ursprung. 1765 utbröts Östmarks socken, 1822 Vitsands socken och 1851 Lekvattnets socken.
Vid kommunreformen 1862 övergick socknens ansvar för de kyrkliga frågorna till Fryksände församling och för de borgerliga frågorna bildades Fryksände landskommun. Landskommunen utökades 1952 och uppgick 1967 i Torsby landskommun som 1971 ombildades till Torsby kommun.
1 januari 2016 inrättades distriktet Fryksände, med samma omfattning som församlingen hade 1999/2000.  
Socknen har tillhört län, fögderier, tingslag och domsagor enligt vad som beskrivs i artikeln Fryksdals härad. De indelta soldaterna tillhörde Värmlands regemente.

## Geografi
Fryksände socken ligger kring Torsby kring norra delen av och norr om sjön Övre Fryken dess tillflöden Röjdan, Badaälven och Ljusnan. Socknen har odlingsbygd i de breda ådalarna och vid sjön och är i övrigt en kuperad skogsbygd med höjder som i Hovfjället i norr når 542 meter över havet.

## Fornlämningar
Lösfynd från stenåldern har påträffats. Från bronsåldern finns gravrösen.

## Namnet
Namnet skrevs 1503 Froxende och kommer av läget vid änden av sjön Fryken.

## Befolkningsutveckling
| Befolkningsutvecklingen i Fryksände socken 1750–1990                                                     | Befolkningsutvecklingen i Fryksände socken 1750–1990 | Befolkningsutvecklingen i Fryksände socken 1750–1990 | Befolkningsutvecklingen i Fryksände socken 1750–1990 | Befolkningsutvecklingen i Fryksände socken 1750–1990 |
| --- | ---------------------------------------------------- | ---------------------------------------------------- | ---------------------------------------------------- | ---------------------------------------------------- |
| |                                                      |                                                      |                                                      |                                                      |
| År |                                                      |                                                      | Folkmängd                                            |                                                      |
| 1750 | 1750                                                 |                                                      | 3 154                                                |                                                      |
| 1760 | 1760                                                 |                                                      | 3 559                                                |                                                      |
| 1769 | 1769                                                 |                                                      | 3 866                                                |                                                      |
| 1780 | 1780                                                 |                                                      | 3 269                                                |                                                      |
| 1790 | 1790                                                 |                                                      | 3 422                                                |                                                      |
| 1810 | 1810                                                 |                                                      | 3 678                                                |                                                      |
| 1820 | 1820                                                 |                                                      | 4 486                                                |                                                      |
| 1830 | 1830                                                 |                                                      | 4 938                                                |                                                      |
| 1840 | 1840                                                 |                                                      | 5 842                                                |                                                      |
| 1850 | 1850                                                 |                                                      | 6 547                                                |                                                      |
| 1860 | 1860                                                 |                                                      | 6 546                                                |                                                      |
| 1870 | 1870                                                 |                                                      | 6 900                                                |                                                      |
| 1880 | 1880                                                 |                                                      | 6 800                                                |                                                      |
| 1890 | 1890                                                 |                                                      | 6 344                                                |                                                      |
| 1900 | 1900                                                 |                                                      | 6 495                                                |                                                      |
| 1910 | 1910                                                 |                                                      | 6 417                                                |                                                      |
| 1920 | 1920                                                 |                                                      | 6 514                                                |                                                      |
| 1930 | 1930                                                 |                                                      | 6 570                                                |                                                      |
| 1940 | 1940                                                 |                                                      | 6 705                                                |                                                      |
| 1950 | 1950                                                 |                                                      | 7 008                                                |                                                      |
| 1960 | 1960                                                 |                                                      | 6 799                                                |                                                      |
| 1970 | 1970                                                 |                                                      | 6 557                                                |                                                      |
| 1980 | 1980                                                 |                                                      | 7 016                                                |                                                      |
| 1990 | 1990                                                 |                                                      | 7 478                                                |                                                      |
| Anm: Källor: Umeå universitet - Tabellverket 1749-1859, Demografiska databasen, CEDAR, Umeå universitet. |                                                      |                                                      |                                                      |                                                      |